# Chander Alimchandani
Chander Alimchandani (* 1935; † 2015) war ein indischer Bauingenieur.
Alimchandani studierte an der Universität Pune mit dem Abschluss 1957 und war dann zwei Jahre in Frankreich um sich bei Eugène Freyssinet und dessen Gesellschaft STUP in Spannbeton weiterzubilden. Danach war er wieder in Indien als technischer Direktor einer mittelgroßen Baufirma für Spannbeton. Ab 1962 war er bei STUP Consultants in Mumbai, wo er Chefingenieur wurde. Von ihm stammen eine Reihe großer Spannbetonbrücken über Flüsse in Nordindien. Er baute die Firma zu einer unabhängigen Baufirma aus, die auch im Nahen Osten aktiv war und in Südostasien und Afrika. 
1994 erhielt er den International Award of Merit in Structural Engineering. 1986 erhielt er die fip Medaille.